# У морі (оповідання)
«У морі» (рос. В море) — оповідання А. П. Чехова, вперше опубліковане у 1883 році.

## Історія публікації й критика
Оповідання А. П. Чехова «У морі» було написано у 1883 році. Твір вперше побачив світ у 1883 році, коли його опублікували в збірнику «Мирской толк» № 40 від 29 жовтня з підписом А. Чехов. У 1901 році розповідь було надруковано в альманасі «Північні квіти». Оповідання увійшло до збірки творів письменника під назвою «Розповідь матроса», виданого А. Ф. Марксом у 1903 році. 
За життя Антона Павловича Чехова оповідання «У морі» було перекладено на болгарську мову.
У свій час оповідання засуджувалося Московським цензурним комітетом. 9 листопада 1883 року цензор Леонтьєв доповідав: «За останній час безцензурна щотижнева газета «Мирской толк», що видається Пушкарьовим, стала, як відомо, вже за доповідями Р. Назаревського, все більше і більше виявляти свій негативний вплив.  Жахлива оповідь про пастора, який продає на одну ніч свою наречену багатому банкіру, і про двох матросів, батька і сина, які разом готують собі в стінці отвір, щоб дивитися на справи цієї ночі».
Критика також засуджувала написане оповідання. На думку оглядача збірки «Світ божий», автор оповідання не нагадує «того Чехова, якого ми знаємо з його чарівними дрібними розповідями … публікуючи подібні нікчемні у всіх відносинах дрібниці, Чехов принижує себе як письменника».
Критик Амфітеатрів вважав цей твір «непристойним за темою і недбалим з письма».
Літературний критик В. П. Буренін написав образливий відгук: «Пана Чехова видавці залучили в альманах, звичайно, як «відомого» письменника, і він дав оповідку у дві з половиною сторінки, по-моєму, досить погану, і, крім того, розраховану на погані читацькі інстинкти… Дуже пікантний анекдотець, що й казати!». Белетрист А. А. Ізмайлов вважав, що оповідання написане в дусі новел Мопассана.

## Сюжет
Оповідання «У морі» написане від першої особи. Дія відбувається восени на кораблі у відкритому морі. Оповідач — матрос, розповідає про суворе життя матросів, випивки, розпусту і злидні. Матроси, нічим не зайняті, їх було двадцять два, зібрались у себе в кубрику, кидали жереб. Лунав гучний, п'яний сміх братії, чулися примовки, хтось для потіхи співав півнем. На кораблі в ніч, про яку описано, були пасажири в «каюті для молодят». В стіні каюти було зроблено два отвори — один з них  випиляли тонкою пилкою, а другий вирізали ножем.  Матроси розігрували можливість для двох розглядати в отвори все, що відбувається в «каюті для  молодят». Жереб випав на оповідача, молодого хлопця, та його батька, старого горбатого матроса.
Наречені були молодими красивими людьми. Пастор з "Євангеліє" в руках і висока струнка англійка розмовляли в «каюті для молодят». Опівночі оповідач та його батько припали до отворів і стали дивитися, що відбувається в каюті. І відбувалося наступне…
Пастор щось гаряче пояснював жінці, та слухала і заперечливо хитала головою. В каюті знаходився ще й банкір — високий, повний чоловік, це був чоловік дами похилого віку, з якою говорив пастор. В час ночі батько з сином побачили ліжко, на якому сиділа молода і пастор поряд. Після довгих умовлянь і погроз молода погодилася з чимось. Після цього пастор вийшов і повернувся зі старим англійцем. Англієць-банкір дістав із кишені пачку грошей і віддав її пастору, після чого пастор вийшов. Англієць замкнув за ним двері. Те, що відбувалося після цього в каюті, змусило матроса відскочити від стіни, а його батько, розпусний чоловік, сказав: «Вийдемо звідси! Ти не повинен цього бачити! Ти ще хлопчик». Хлопець разом з безпомічним батьком вийшли на палубу корабля, де йшов справжній осінній дощ.